# 珠斑赤尾冬
珠斑赤尾冬（学名：Scolopsis margaritifera），又名珠斑眶棘鱸、紅尾冬仔，为金線魚科眶棘鱸屬下的一个种，于1830年由乔治·居维叶描述及命名。主要分布于西太平洋。